# Triclistus melanocephalus
Triclistus melanocephalus là một loài tò vò trong họ Ichneumonidae.